# Samsung Galaxy Express
Il Samsung Galaxy Express (GT-I8730) è uno smartphone prodotto e messo in commercio dalla Samsung nel marzo 2013 con un design simile a quello del Galaxy S Duos ma con le connessioni 4G LTE e NFC. Ha uno schermo di 4.5 pollici Super AMOLED Plus e monta le caratteristiche del Samsung Galaxy S III.

## Caratteristiche

### Software e servizi
Il Galaxy Express monta il sistema operativo Android, un sistema operativo per dispositivi mobili open source basato su Linux e sviluppato da Google nel 2008. Tra le altre caratteristiche, il software consente agli utenti di personalizzare la schermata iniziale che può contenere applicazioni installate e widget. Ha quattro collegamenti per le app più utilizzate che possono essere memorizzate nella parte inferiore dello schermo e il bottone al centro apre il cassetto delle applicazioni, che contiene le app installate sul telefono. Grazie a un system tray l'utente può visualizzare le notifiche ricevute e con un interruttore si possono avviare le funzioni di uso comune. Il Galaxy Express possiede l'interfaccia TouchWiz sviluppato dalla Samsung. La versione "Nature" usata dal Galaxy Express ha nuove funzioni e elementi interattivi per la schermata di blocco come l'effetto acqua. Il telefono possiede anche l'assistente personale S Voice, basato su Vlingo e avversario del software Siri della Apple. S Voice può riconoscere otto lingue diverse come l'Inglese, Coreano e il Francese.  S Voice consente all'utente di controllare 20 funzioni come la riproduzione di musica, impostare la sveglia, attivare la modalità guida e si basa su Wolfram Alpha per le ricerche online.
Il Galaxy Express utilizza Google Now, un assistente vocale simile a S Voice e contiene anche alcune modifiche del software. Sarà disponibile un aggiornamento alla versione 4.2.2 Jellybean tramite Over-The-Air e Samsung Kies.
Il Galaxy Express ha una moltitudine di app, incluse le app standard Android come YouTube, Google+, Voice Search, Google Play, Gmail, Google Maps e calendario, insieme alle app di Samsung Apps come S Voice, ChatON, Game Hub, Video Hub, Social Hub e Navigatore satellitare. L'utente può accedere a Google Play, un negozio virtuale Android, per scaricare applicazioni, film, musica, programmi TV, giochi, libri, e riviste.
Il Galaxy Express può riprodurre audiolibri, podcast e può ordinare una propria libreria in ordine alfabetico per titolo di canzone, artisti, album, playlist, cartelle, and genere. Ha anche un'applicazione della Samsung chiamata "Music Hub" che consente di scaricare musica, avversario di iTunes, iCloud e iTunes Match della Apple. Il catalogo di Music Hub contiene oltre 19 milioni di canzoni.
Il telefono può fare videochiamate grazie alla videocamera frontale di 1.3 MP e con il supporto aptX codec migliora la connessione auricolare per Bluetooth. Gli sms sul Galaxy Express non hanno subito modifiche dagli altri dispositivi Samsung Galaxy. Speech-to-text è supportato da Vlingo e dell'assistente di riconoscimento vocale di Google. Ci sono una moltitudine di applicazioni disponibili che possono integrare la tastiera del Galaxy Express.

### Hardware e design
Il Galaxy Express ha uno chassis di policarbonato lungo 132.2 mm, largo 69.1 mm, spesso 9.3 mm e 139.1 g di peso. Il telefono è disponibile in due colori: "Marmo Bianco" e "Grigio Titanio".
Internamente, usa un processore Qualcomm's Snapdragon 400 dotato di dual-core 1.2 GHz Krait CPU e un Adreno 305 GPU.
Il Galaxy Express ha 1 GB di RAM con 8 GB di memoria interna, una versione che sarà disponibile a livello internazionale con 64 GB; e card slot microSD fino a 32 GB per una memoria totale di 40 GB.
Il Galaxy Express ha uno schermo HD Super AMOLED di 4.5 mm con una risoluzione di 480×800 pixel (207.1 ppi).  Il vetro usato per lo schermo è il Corning Gorilla Glass 2.
Il Galaxy Express ha una videocamera di 5 megapixel con una risoluzione foto di 2,592×1,944 e risoluzione video di (720p). Samsung ha migliorato il software della videocamera rispetto al predecessore per includere zero shutter lag e le modalità Burst Mode and Best Shot, per catturare rapidamente le foto prima che sia selezionato lo scatto. Il telefono può anche scattare foto durante la registrazione video. La videocamera frontale è di 1.3 megapixel che può fare video di 720p. Il telefono ha flash LED e autofocus.
Oltre al touchscreen di 4.5 mm, il Galaxy Express dispone di input utente, incluso un tasto home, un tasto del volume e un tasto di accensione/spegnimento rispettivamente ai lati. Ha un connettore jack TRS per gli auricolari di 3.5 mm e uno altoparlante sotto il tasto home.
Il Galaxy Express utilizza una batteria li-ion di 2,000 mAh e si dice che favorisca uno standby di 581 ore o 11 ore di conversazione su 3G e 586 ore in standby e 19 ore di conversazione su 2G. La batteria possiede la connettività near field communication che consente agli utenti di condividere le indicazioni delle mappe e video su YouTube rapidamente tramite Wi-Fi Direct (tramite Android Beam) e eseguire pagamenti non touch a negozi attrezzati di registratore di cassa con connessione NFC. Per ridurre il consumo della batteria, Samsung ha introdotto "Smart Stay", che ha la capacità di rilevare gli occhi dell'utente e spegnere il dispositivo quando non li rileva. La batteria può essere in modalità wireless usando uno speciale pad che utilizza la risonanza magnetica magnetic per produrre un campo magnetico che può essere trasferito attraverso.